# 1-й Нью-Йоркский пехотный полк
1-й Нью-Йоркский пехотный полк (1st New York Volunteer Infantry Regiment) — представлял собой один из пехотных полков армии Союза во время Гражданской войны в США. Полк был набран сроком на 2 года службы и был расформирован в мае 1863 года. Он принял участие во многих сражениях Потомакской армии от сражения при Биг-Бетель до Чанселлорсвилла.

## Формирование
1-й Нью-Йоркский был сформирован в Нью-Йорке, на Статен-Айленд, сроком на два года службы и стал первым полком, набранным на такой срок. 22 апреля были набраны роты A и F, затем 23 апреля роты B, C, D, затем ещё несколько рот и только 7 мая были набраны последние роты. После формирования полк насчитывал 800 человек. Первым командиром полка стал полковник Уильям Аллен, подполковником — Гаретт Дикманн, майором — Джеймс Тернер.

## Боевой путь
20 мая полк погрузился на пароход State of Georgia и был отправлен на Вирджинский полуостров, в форт Монро. Оттуда 29 мая он был переправлен в Ньюпорт-Ньюс, а 10 июня принял участие в сражении при Биг-Бетель, где 2 рядовых было убито и 1 офицер ранен. После сражения полк стоял в Ньюпорт-Ньюс, где в июле полковник Аллен был отправлен под трибунал по шести обвинениям, а его место занял подполковник Дикман, который вскоре получил звание полковника.
Полк простоял в Ньюпорт-Ньюс до весны 1862 года и 3 июня получил пополнение в 370 человек. 5 июня (или 6 июня) он был включён в 3-ю бригаду 3-й дивизии III корпуса Потомакской армии (бригаду Хайрема Берри). В составе корпуса он участвовал в семидневной битве, где сражался при Глендейле (36 убитыми) и Малверн-Хилл (5 рядовых убитыми). В ходе боев на полуострове полк потерял 230 человек.
После Семидневной битвы полк был переведён во 2-ю бригаду 1-й дивизии III корпуса (бригада Дэвида Бирни) и отправлен в Йорктаун, а затем по морю в Северную Вирджинию, где был задействовал во Втором Сражении при Булл-Ран и в сражении при Шантильи.
В ходе мерилендской кампании весь III корпус оставался в укреплениях Вашингтона, и 1-й нью-йоркский снова пересели в 3-ю бригаду (Хайрема Берри). 9 октября полковник Дикман уволился, и полк возглавил подполковник Джон Пирсон.
Осенью полк был задействован в нескольких маршах, в результате чего в ноябре оказался в Фалмуте, а в декабре участвовал в сражении при Фредериксберге, где сражался в составе дивизии Бирни и потерял 7 человек ранеными.
20 — 24 января 1863 года участвовал в «Грязевом марше».
Весной 1863 года 1-й Нью-Йоркский считался ветеранским полком с хорошей репутацией, однако в апреле произошёл конфликт с армейским командованием. Полк решил, что его служба началась 22 апреля 1861 года и, соответственно, он должен быть распущен 22 апреля 1863 года. Командование армии решило, что началом службы считается 25 мая, когда полк прибыл в форт Монро и, стало быть, его надо распустить 25 мая. Полк решил отстоять свои права, сложил оружие и заявил, что его срок службы истёк. Полк объявили находящимся под арестом и 17-й мэнский полк был приставлен к ним для охраны. Постепенно было достигнуто соглашение, что полк всё же будет служить до 25 мая.
В ходе сражения при Чанселлорсвилле дивизия Бирни была задействована особенно активно. 1-й Нью-Йоркский, которым командовал подполковник Фрэнсис Леланд, потерял 3 рядовых убитыми. 15 рядовых и 3 офицера (включая командира полка) были ранены, 2 офицера и 57 человек попали в плен.
8 мая полк был отправлен в Нью-Йорк, где 10 мая он был торжественно встречен. 25 мая полк был официально распущен.